# Marx Würsung
Marx Würsung (oder Marcus, oder Wirschung, Wirsing, Wyrsung oder Wirsung) (* um 1460; † Ende 1520/21) war ein Augsburger Kaufmann, Apotheker, Buchhändler und Verleger. Wirsung wiedereröffnete 1496 eine Ausburger Apotheke, jedoch wurde er ausgesprochen vermögend durch seine Tätigkeit als Kaufmann im Fernhandel. Spätestens 1502 ist er auch in den Buchhandel eingetreten. Er war ab 1517 bis zu seinem Tode Kompagnon von Siegmund Grimm. Ihre Druckoffizin war im vorreformatorischen Augsburg die wichtigste Publikationsstätte humanistischer Literatur.
Er verfasste 74 obszöne Verse „Erotisches Abenteuer mit einer Wäscherin“, überliefert in Valentin Holls Sammelhandschrift.
Im Jahr 1518 besorgte er den Druck eines Turnierbüchleins, das er von Hans von der Alben erhalten hatte. Er widmete Hans von der Alben den Druck mit einem Widmungsbrief. Es wird angenommen, dass von der Alben eine handschriftliche Fassung des Turnierbüchleins von Georg Rüxner erhalten und Würsung zum Druck übergeben hatte.
1520 gab er mit Sigmund Grimm die von Ludwig Senfl edierte Motettensammlung Liber selectarum cantionum heraus, die dem damaligen Salzburger Fürsterzbischof Matthäus Lang von Wellenburg gewidmet ist. Würsungs Sohn Christoph Würsung (1500–1571) übersetzte Fernando de Rojas’ Drama La Celestina unter dem Titel „Ain Hipsche Tragedia von zwaien liebhabenden mentschen“, das nur eine Woche nach dem Liber selectarum cantionum erschien, ebenfalls mit einer Widmung an den Fürsterzbischof versehen.